# Константинов Анатолій Устинович
Анатолій Устинович Константинов (12 червня 1923, місто Москва — 22 жовтня 2006, місто Москва) — радянський військовий діяч, командувач військ Бакинського і Московського військових округів Протиповітряної оборони (ППО) СРСР, маршал авіації (30.04.1985). Член Центральної Ревізійної комісії КПРС у 1981—1986 роках. Кандидат у члени ЦК КПРС у 1986—1989 роках. Депутат Верховної Ради СРСР 9—11-го скликань. Герой Радянського Союзу (15.05.1946).

## Життєпис
Народився в родині робітника. Закінчив дев'ять класів неповної середньої школи і аероклуб.
У Червоній Армії з 1940 року. У 1940 році за путівкою комсомолу був направлений до Тбіліської військової авіаційної школи пілотів, яку закінчив в 1941 році. З вересня 1941 року служив льотчиком у 8-му запасному винищувальному авіаційному полку ВПС Приволзького військового округу (місто Саратов).
Учасник німецько-радянської війни з серпня 1942 року. Командир ланки, заступник командира, командир ескадрильї у складі 85-го гвардійського винищувального авіаційного полку 6-ї гвардійської винищувальної авіаційної дивізії 8-ї, потім 5-ї повітряних армій. Воював на Південному, 1-м, 2-м і 4-м Українських фронтах. Учасник Сталінградської битви, Кримської наступальної операції, бойових дій на території Польщі, Румунії, Чехословаччини, Угорщини і Австрії. За роки війни здійснив 327 бойових вильотів, провів 107 повітряних боїв і особисто збив 23 літаки противника.
Член ВКП(б) з 1943 року.
За відвагу і геройство, проявлені в боях з німецькими загарбниками у Великій вітчизняній війні, Указом Президії Верховної Ради СРСР від 15 травня 1946 гвардії капітану Константинову Анатолію Устиновичу присвоєно звання Героя Радянського Союзу з врученням ордена Леніна і медалі «Золота Зірка».
Після війни продовжив службу на посаді командира авіаційної ескадрильї. Незабаром був призначений заступником командира полку. У листопаді 1952 роки очолив авіаційний полк. З лютого 1956 року — заступник командира, з березня 1957 року — командир винищувальної авіаційної дивізії. З квітня 1958 року — командир дивізії протиповітряної оборони (ППО) СРСР. З травня 1960 року — командир корпусу ППО.
У 1962—1964 роках — слухач Військової академії Генерального штабу.
З вересня 1964 року — командир корпусу ППО. З липня 1968 року — 1-й заступник командувача військ Бакинського округу ППО.
З грудня 1970 року — командувач 11-ї окремої Червонопрапорної армії ППО — заступник командувача військ Далекосхідного військового округу по ППО (місто Хабаровськ).
З липня 1973 по квітень 1980 року — командувач військ Червонопрапорного Бакинського округу ППО.
З квітня 1980 по травень 1987 року — командувач військ ордена Леніна Московського округу ППО.
У 1982 році закінчив Вищі академічні курси при Військовій академії Генерального штабу.
У травні — серпні 1987 року — військовий інспектор — радник Групи генеральних інспекторів Міністерства оборони СРСР.
У 1987—1990 роках — у відставці, пенсіонер Міністерства оборони СРСР.
У 1990 — травні 1992 року — військовий інспектор — радник Групи генеральних інспекторів Міністерства оборони СРСР.
З травня 1992 року — у відставці в місті Москві. Був радником командувача військ Командування спеціального призначення Російської Федерації.
Помер 22 жовтня 2006 року. Похований в Москві на Троєкуровському цвинтарі.

## Військові звання
- генерал-полковник авіації (1973)
- маршал авіації (30.04.1985)

## Нагороди
- Герой Радянського Союзу (15.05.1946)
- два ордени Леніна (15.05.1946,)
- чотири ордени Червоного Прапора (2.08.1943, 15.02.1944,)
- два ордени Вітчизняної війни І ст. (6.06.1945, 11.03.1985)
- орден Вітчизняної війни ІІ ст. (23.05.1945)
- орден Олександра Невського (22.02.1945)
- два ордени Червоної Зірки (5.01.1943,)
- орден «За службу Батьківщині у Збройних Силах СРСР» ІІІ ст.
- орден «За заслуги перед Вітчизною» IV ст. (Російська Федерація)
- орден Тудора Владимиреску (Румунія)
- орден «Полярна Зірка» (Монголія)
- хрест Заслуги (Польща)
- медалі
- Почесний громадянин міста Севастополя
- Почесний громадянин міста Жидлоховіце (Чехія)